# Blindaje Harvey

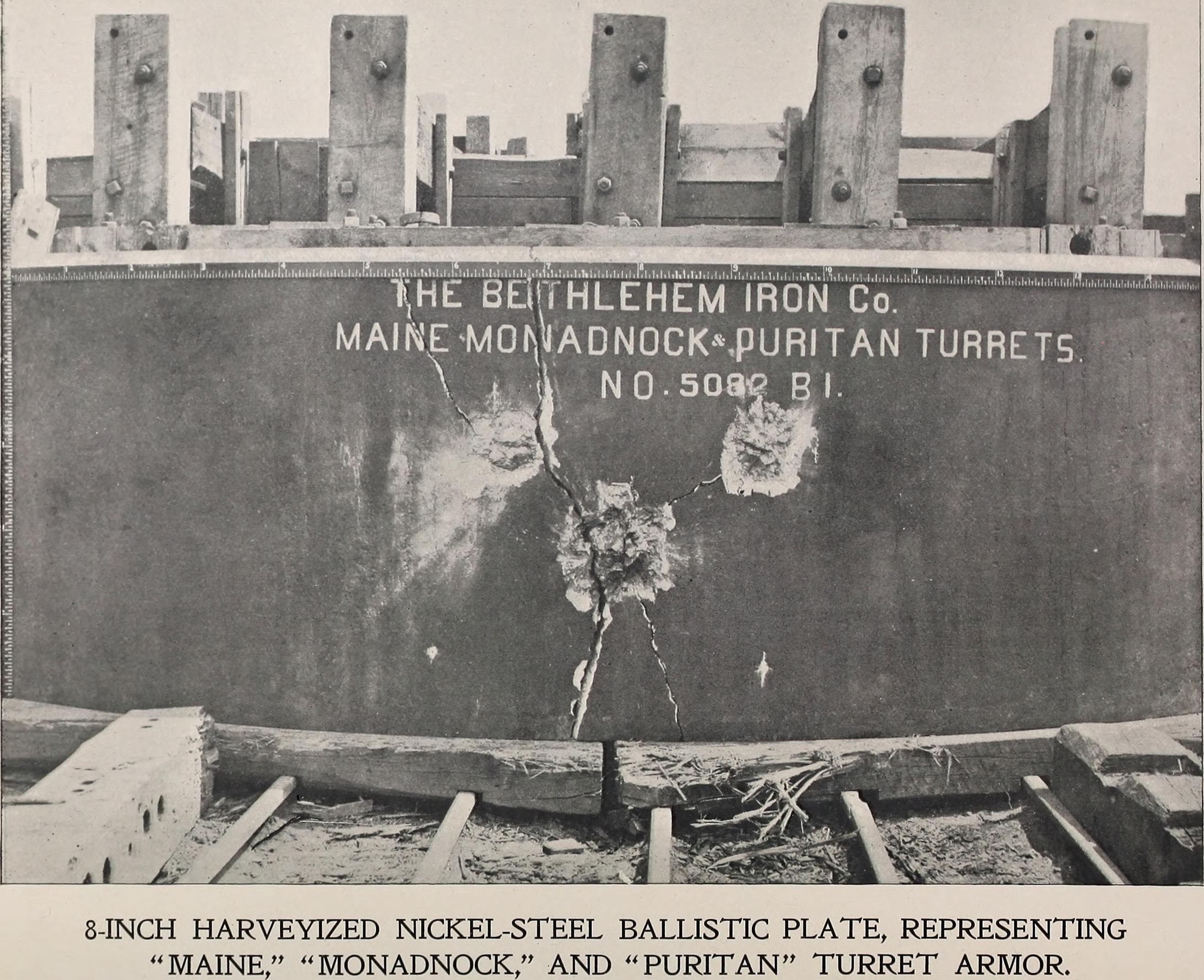
Placa de níquel-acero Harvey de (1894)

 El blindaje Harvey era un tipo de blindaje naval de acero desarrollado a principios de la década de 1890 en la que las superficies frontales de las placas estaban sometidas a un proceso de endurecimiento. El método para realizar esto se conoció como proceso Harvey y fue inventado por el ingeniero estadounidense Hayward Augustus Harvey.
Este tipo de protección se utilizó en la construcción de buques capitales hasta que fue reemplazado por el blindaje Krupp a finales de la década de 1890.
La Harvey United Steel Company era un cartel siderúrgico cuyo presidente era Albert Vickers. En el año 1894, los diez principales productores de placas de blindaje, incluidos Vickers, Armstrong, Krupp, Schneider, Carnegie y Bethlehem Steel, formaron el Harvey Syndicate.

## Inicios
Antes de la aparición del blindaje compuesto naval en la década de 1880, la protección se hacía a partir de placas uniformes y homogéneas de hierro o acero respaldadas por varios centímetros de teca para absorber el impacto del proyectil. El blindaje compuesto apareció a mediados de la década de 1880 y estaba hecho de dos tipos diferentes de acero: una placa frontal de acero con alto contenido de carbono, muy dura pero quebradiza, respaldada por una placa de hierro forjado más elástica y con bajo contenido de carbono. La placa frontal estaba destinada a romper un proyectil entrante, mientras que la placa trasera atraparía cualquier astilla y mantendría el blindaje unido si la placa frontal, más frágil, se rompía.
El blindaje compuesto naval se fabricaba vertiendo acero fundido entre una placa trasera de hierro forjado al rojo vivo y una placa frontal de acero endurecido para soldarlas. Este proceso produjo una transición brusca entre las propiedades de las dos placas en un reducido espacio. Como consecuencia, las dos placas podían separarse al ser golpeadas por un proyectil y la placa trasera a menudo no era lo suficientemente elástica para detener las astillas. Con el descubrimiento de las aleaciones de níquel y acero en 1889, los blindajes compuestos quedaron obsoletos.

## Proceso de producción
El blindaje Harvey utilizó una sola placa de acero, pero reintrodujo los beneficios del blindaje compuesto. La superficie frontal se convirtió en acero con alto contenido de carbono mediante cementación. En este proceso, la placa de acero se cubriría con carbón vegetal y se calentaría a aproximadamente 1200 grados Celsius durante dos o tres semanas. El proceso aumentó el contenido de carbono en la cara a alrededor del 1%; el contenido de carbono disminuye gradualmente desde este nivel con la distancia hacia el interior de la placa, alcanzando la proporción original (aproximadamente 0,1 a 0,2%) a una profundidad de alrededor de una pulgada. Después de cementar, la placa se enfrió primero en un baño de aceite y luego en un baño de agua, antes de templarla para endurecer la parte posterior de la placa. Posteriormente, el baño de agua fue sustituido por chorros de agua para evitar la formación de una capa de vapor que aislaría el acero del efecto refrescante del agua. El proceso se mejoró aún más mediante el forjado de la placa a baja temperatura antes del tratamiento térmico final.
Mientras que la marina estadounidense utilizó acero al níquel para el blindaje Harvey (aproximadamente 0,2% de carbono, 0,6% de manganeso, 3,5% de níquel), los británicos utilizaron aceros normales, ya que sus pruebas habían demostrado que el acero ordinario sometido al proceso Harvey tenía la misma resistencia a la penetración que el acero al níquel, aunque no era tan resistente.
Todas las armadas principales adoptaron el blindaje Harvey, ya que 330 milímetros (13,0 plg) del mismo ofrecían la misma protección que 390 milímetros (15,4 plg) del blindaje de níquel-acero. El blindaje Harvey, quedó obsoleto con el desarrollo del blindaje Krupp a finales de la década de 1890.